# Thomas Gratt
Thomas Gratt (* 21. Februar 1956 in Bregenz; † 29. März 2006 in Wien) war ein  Mitglied der terroristischen Vereinigung Bewegung 2. Juni.

## Leben
Thomas Gratt stammt aus einer katholisch-konservativen Bauunternehmerfamilie und wuchs in Bregenz und Wolfurt auf. Im Gymnasium hatte er Professoren und Professorinnen mit nationalsozialistischer Vergangenheit, die auch in den 1970er Jahren noch ihre Ideologie verbreiteten. Dies war einer der Gründe für seine Politisierung. Nach der Matura studierte er in Wien Theaterwissenschaft. Sein universitätspolitisches Engagement für die Linke Liste (LILI) führte ihn im Frühjahr 1977 in Hinblick auf das geplante 3. Internationale Russell-Tribunal zur Situation der Menschenrechte in der Bundesrepublik Deutschland zur Mitbegründung der Arbeitsgruppe Politische Gefangene / Arbeitskreis Politische Prozesse (APG).
Im Frühsommer 1977 wurde Gratt Mitglied der Bewegung 2. Juni und ging in die Illegalität. Er beteiligte sich an der Entführung des österreichischen Unternehmers Walter Michael Palmers am 8. November 1977 und wurde zusammen mit einem Mittäter am 23. November in Chiasso an der italienischen Grenze auf der Flucht festgenommen. Im Februar 1979 übernahm Gratt im Wiener Strafprozess namens der Bewegung 2. Juni die Verantwortung. Er wurde wegen räuberischer Erpressung zu 15 Jahren Haft verurteilt, von denen er 13 Jahre verbüßte. Er stellte kein Gnadengesuch. In der Justizanstalt Stein inszenierte er Theaterstücke wie Don Juan oder König Ubu.
Noch in Haft veröffentlichte er unter dem Pseudonym Buster C. Daniels den Lyrikband ÜBERSETZUNG (Beiheft Nr. 26 der Zeitschrift sturzflüge, Bozen 1989). Nach seinem Haftende 1990 war er Gast in dem von dem französischen Schriftsteller Patrick Deville gegründeten Maison des Écrivains Étrangers et des Traducteurs. In dessen Verlag erschien im deutschen Original sowie in französischer Übersetzung durch Didier Viaud der Roman La mise en corps (Edition MEET, Saint-Nazaire 1995).
Im Dokumentarfilm Keine Insel (Regie: Alexander Binder, Interviews: Michael Gartner), der im Oktober 2006 auf der Viennale erstmals gezeigt wurde, arbeitete Gratt die Geschichte der Entführung auf. Nach Abschluss der Dreharbeiten, aber noch vor der Fertigstellung des Films, beging er Suizid.